# 2080-те
2080-те години са осмото десетилетие на XXI век, обхващащо периода от 1 януари 2080 г. до 31 декември 2089 година.